# 2014年の経済
2014年の経済（2014ねんのけいざい）では、2014年の経済分野に関する出来事について記述する。

## できごと

### 1月
- 1日
  -  ラトビアでユーロ導入。ラッツは終了。
- 2日
  - 🇺🇸アメリカの長期金利が2011年7月以来の低金利3.05％となった[1]。
  - 🇪🇸スペインの2年債利回りが過去最低の高金利1.169％となった[2]。
- 6日 - 2014年の大発会となった東京株式市場は、日経平均株価の終値で、前年末比382円43銭安の1万5908円88銭と大幅安となり、大発会で日経平均がマイナスとなるのは2008年以来、6年ぶりとなった[3][4]。
- 8日 - 🇯🇵日本の資源エネルギー庁は灯油の平均価格が5年ぶりの高値の18リットル1877円になったと発表した[5]。
- 9日
  - 米ドル/加ドルが2009年10月以来の米ドル高の1.0875加ドルになった[6]。
  - 🇯🇵帝国データバンクが実施した景気動向調査によると、2013年12月の景気指数は前月比1.2ポイント増の49.5となり、前月に続き過去最高を更新した[7]。
- 15日 -  ブラジルの中央銀行は政策金利を0.5%引き上げ10.5%とした[8]。
- 16日
  - 🇯🇵日本の資源エネルギー庁は灯油の平均価格が5年2ヶ月ぶりの高値の18リットル1881円になったと発表した[9]。
  - 豪ドル/米ドルが2009年10月以来の豪ドル安の0.8797米ドルになった[10]。
  - 🇯🇵日銀は各支店からの景気報告をまとめた「地域経済報告（さくらリポート）」を発表し、5地域の景気判断を上方修正、4地域を据え置いた[11]。全9地域の景気判断を「回復」と表現としたのは、2005年4月に同リポートの公表を開始して以来初めてとなった[11]。
- 17日
  - みずほフィナンシャルグループは、業務改善計画を提出[12]。
  - ムーディーズは アイルランドの国債格付けを「Ba1」(投機的等級)から「Baa3」(投資適格等級)に引き上げた。格付け見通しは「強含み」[13]。
- 21日
  -  ハンガリーの中央銀行は政策金利を0.15%引き下げ2.85%とした[14]。
- 22日
  - 西武百貨店などの5百貨店でチャン・ルーの偽ブランド品が販売され商品回収[15]。
  - 🇯🇵日本の資源エネルギー庁は灯油の平均価格が5年3ヶ月ぶりの高値の18リットル1882円になったと発表した[16]。
- 23日
  -  トルコの中央銀行は為替介入で外貨を売却[17]。
- 24日
  - ドル/トルコリラが過去最高値のドル高の2.3360トルコリラになった[17]。
  - ロシア・ルーブルはユーロに対して過去最安値になった[18]。
  - アルゼンチン・ペソはドルに対して12年ぶりの安値になった[19]。
  - 南アフリカ・ランドはドルに対して2008年以来の安値になった[20]。
  - 豪ドル/米ドルが2010年7月以来の豪ドル安の0.8689米ドルになった[21]。
- 27日 - ドル/トルコリラが過去最高値のドル高の2.38トルコリラになった[22]。
- 28日
  -  トルコの中央銀行は政策金利(1週間物レポレート)を5.5%引上げ10%、翌日物貸出金利を4.25%引上げ12%、翌日物借入金利を4.5%引上げ8%とした[23]。
  -  インドの中央銀行は政策金利(レポ金利)を0.25%引上げ8%とした[24]。
  -  南アフリカ共和国の中央銀行は主要政策金利を0.5%引上げ5.5%とした[25]。
- 29日 - ロシア・ルーブルが通貨バスケットに対して終値で過去最安値の40.9632ルーブルになった[26]。
- 31日
  - ムーディーズは ウクライナの国債格付けを「Caa1」から「Caa2」に引下げた。格付け見通しは「弱含み」[27]。
  - 🇯🇵総務省が発表した2013年12月の完全失業率は、前月より0.3ポイント改善し3.7%に縮小、2007年12月以来6年ぶりの低い水準となった[28]。
  - 🇯🇵総務省が発表した全国の消費者物価指数は、2013年平均の生鮮食品を除く総合指数（コア指数）が、前年比0.4%上昇し100.1となり、5年ぶりの上昇となった[29]。

### 2月
- 3日
  - アルゼンチン・ペソの急落に端を発する新興国不安の影響で、前週末のアメリカ株の主要3指数が下落、日本も前月からの株価下落が継続し、日経平均株価の終値が1万4700円を割るのは2013年11月13日以来となった[30]。
  - 🇯🇵大手銀行3グループの2013年4-12月期連結決算が出揃い、税引き後の純利益の合計額は2兆532億円となり、2008年のリーマン・ショック後で最高となった[31]。
- 4日
  - S&Pは プエルトリコの一般財源債の格付けを「BBB-」から「BB+」(投機的等級)に格下げした[32]。
  - 米株安や円高を受けて、日経平均株価は続落し、終値は、前日比610円安の14000円に迫る1万4008円47銭となった[33]。日経平均VI(恐怖指数)は、目安となる30を大きく上回る33.21まで上昇した[要出典]。
- 5日 - ムーディーズは メキシコの信用格付けを「Baa1」から「A3」に引き下げた。格付け見通しは「安定的」[34]。
- 7日 - ムーディーズは プエルトリコの格付けを「Baa3」から「Ba2」(投機的等級)に2段階引き下げた。格付け見通しは「弱含み」[35]。
- 10日 - 🇯🇵内閣府が発表した1月の消費動向調査によると、消費者心理を示す一般世帯の消費者態度指数（季節調整値）は前月比0.8ポイント低下の40.5となり、2012年12月（39.9）以来1年1カ月ぶりの低水準となった[36]。
- 11日 -  ギリシャの長期金利が3年半ぶりの低金利7.38％となった[37]。
- 12日 - 🇮🇹イタリアの長期金利が8年ぶりの低金利3.66％となった[38]。
- 17日 - 🇯🇵内閣府が発表した2013年10-12月期のGDP速報値は、物価変動の影響を除いた実質GDPで前期比0.3%増、年率換算では1.0%増となり、名目GDPは前期比0.4%増、年率1.6%増となった[39]。その結果、名目成長率が実質を下回る「名実逆転」が解消した[39]。
- 18日
  -  ハンガリーの中央銀行は政策金利を0.15%引き下げ2.7%とした[40]。
  - 🇨🇳中国の米国債保有残高が2013年に811億ドル増加したと、発表された[41]。
- 21日
  - 欧州株(ストックス欧州600指数)が6年ぶりの高値となった[42]。
  - S&Pは ウクライナの格付けを「CCC+」から「CCC」に格下げした[43]。
  - ムーディーズは🇪🇸スペイン国債の格付けを「Baa3」から「Baa2」に格上げした。見通しは「強含み」[44]。
- 24日 -  イスラエルの中央銀行は政策金利を0.25%引き下げ0.75%とした[45]。
- 26日 -  ブラジルの中央銀行は政策金利を0.25%引き上げ10.75%とした[46]。
- 28日 - ビットコイン取引所のマウントゴックス(🇯🇵東京都渋谷区)が民事再生法の適用を申請した[47]。

### 3月
- 1日 - イトーヨーカ堂で 東京国税局の税務調査で3年間に1億1000万円の所得隠しで、申告漏れは5億6000万円で、追徴金は重加算税を含めて約1億8000万円[48]。
- 5日
  - 🇪🇸スペインの長期金利が2005年終盤以来の低金利3.36%となった[49]。
  - 🇮🇹イタリアの長期金利が2005年終盤以来の低金利3.37％となった[49]。
  -  ギリシャの長期金利が約4年ぶりの低金利6.89％となった[49]。
- 7日
  -  ポルトガルの長期金利が2010年5月以来の低金利4.59%となった[50]。
  - ユーロ/ドルが2011年10月以来のユーロ高の1.3915ドルになった[51]。
  - 上海超日太陽能科技が債務不履行となった。🇨🇳中国の債券市場では初めて[52]。
- 10日
  - 🇪🇸スペインの長期金利が2006年1月以来の低金利3.30%となった[53]。
  - 🇯🇵内閣府が発表した2013年10-12月期のGDP速報改定値は全面的に速報値から下方修正され、実質GDPでは前期比0.2%増、年率換算では0.7%となり、名目GDPは前期比0.3%増、年率1.2%増となった[54]。
- 11日 -  ポルトガルの長期金利が2010年4月以来の低金利4.31%となった[55]。
- 12日
  -  タイの中央銀行は政策金利を0.25%引き下げ2%とした[56]。
  - 🇺🇸連邦準備制度理事会(FRB)が預かる外国の中央銀行の米国債が1週間で1045億3500万ドル減少した。減少幅は週間ベースで過去最大[57]。
  - 🇯🇵ブルームバーグ経済指標予測調査によると、4-6月期のインフレ率と失業率を組み合わせた、経済の悲惨さ、つまり国民生活の困窮度を示す悲惨指数は、雇用及び賃金に関する状況が改善されない中で消費増税が強行される影響で、オイルショックの影響を受けた1981年6月以来、およそ33年ぶりの水準となる見通しと発表された[58]。
  - 🇯🇵財務省・内閣府が発表した1-3月期の法人企業景気予測調査によると、大企業の全産業の景況判断指数は12.7プラスとなり、統計を始めた2004年4-6月期以降で最高となった[59]。
  - 日経平均株価終値は、米国の株安や強含みの円相場、中国の経済不安、さらにアベノミクスの行き詰まりによる景気や企業への懸念などが要因であるとされ、前日の終値を大幅に下回る14893円65銭となった[60]。
- 13日
  -  アイルランドの長期金利が過去最低の2.99%となった[61]。
  -  ニュージーランドの中央銀行は政策金利を0.25%引き上げ2.75%とした[62]。
  - NZドル/円が6年ぶりのNZドル高の88円03銭になった[63]。
  - ユーロ/ドルが11年10月31日以来のユーロ高の1.3949ドルになった[64]。
- 14日 - 🇯🇵2014年3月の時事通信社の世論調査では、7割の人が景気回復を実感していないと回答しており、前年4月の同社の世論調査結果からほとんど変化が無かった[65]。
- 15日 - 🇨🇳中国の中央銀行は人民元の為替レート1日変動幅を上下1%から上下2%に拡大すると発表した[66]。
- 17日
  - ムーディーズは アルゼンチン国債の格付けを「B3」から「Caa1」に引き上げた。見通しは「安定的」[67]。
  -  ベトナムの中央銀行はリファイナンス金利を0.5%引き下げ6.5%とし、公定歩合を0.5%引き下げ4.5%とする[56]。
- 18日
  - 🇯🇵厚生労働省は、今春卒業予定の高校生の就職内定率が1月末時点で20年ぶりに9割を超え、初めてリーマン・ショック前の水準を上回ったと発表した[68][69]。
  - 🇯🇵国土交通省は2014年の公示地価（2014年1月1日時点）を発表、東京・大阪・名古屋の三大都市圏の平均は、住宅地・商業地ともにリーマン・ショック前の2008年1月以来、6年ぶりに値上がりに転じ、全国平均でも住宅地・商業地ともに下落率は4年連続で縮小した[70]。
- 20日 - 🇨🇳上海証券取引所は中国の太陽電池メーカー、保定天威保変電気の社債を取引停止にした[71]。
- 22日 - 🇯🇵内閣府が発表した「社会意識に関する世論調査」によると「良い方向に向かっている分野」として「景気」を挙げた人が、前年の11.0%から22.0%に倍増、この項目の調査を開始した1998年以降最高となった[72]。
- 24日 - S&Pは ブラジルの長期外貨建てソブリン格付けを「BBB」から「BBB-」に引き下げた[73]。
- 25日 -  ハンガリーの中央銀行は政策金利を0.1%引き下げ過去最低の2.6%とした[74]。
- 28日
  -  アイルランドの長期金利が過去最低の2.974%となった[75]。
  - 🇮🇹イタリアの長期金利が8年半ぶりの低水準の3.261%となった[75]。
  - 🇪🇸スペインの長期金利が8年ぶりの低水準の3.2%となった[75]。
  - 🇯🇵日本の厚生労働省が発表した2月の有効求人倍率は前月比0.01ポイント上昇の1.05倍となり、2007年8月（1.05倍）以来6年6カ月ぶりの高い水準となった[76]。また、新規求人倍率は前月比0.04ポイント上昇の1.67倍となり、1992年5月（1.67倍）以来21年9カ月ぶりの高水準となった[76]。
  - 🇯🇵日本の総務省が発表した2月の完全失業率は3.6%と前月から0.1ポイント改善し、2007年7月以来の低さとなった[77]。また、女性の完全失業率は3.3%と1997年9月以来、16年5カ月ぶりの水準となった[77]。

### 4月
- 1日
  - 🇯🇵日本の消費税が8%に増税された。領収書の印紙税の非課税範囲が30000円から50000円に引き上げられた。
  - 🇯🇵日銀が発表した3月の企業短期経済観測調査（短観）は、企業の景況感を示す業況判断指数（DI）が大企業製造業でプラス17となり5四半期連続で改善し、2007年12月（プラス19）以来6年3カ月ぶりの高い水準を維持した[78]。
- 2日 -  ブラジルの中央銀行は政策金利を0.25%引き上げ11%とした[79]。
- 3日
  -  ギリシャの長期金利が4年ぶりの低金利6.14％となった[80]。
  - 🇮🇹イタリアの長期金利が8年ぶりの低金利3.25％となった[81]。
- 4日
  - 欧州株(ストックス欧州600指数)が2008年1月以来の高値、終値339.18となった[82]。
  -  アイルランドの長期金利が1991年以来の低金利2.92％となった[83]。
  - ムーディーズは ウクライナの信用格付けを「Caa2」から「Caa3」に引き下げた[84]。
  - 東証1部売買代金が1兆5663億円にとどまり、今年の最低を更新。
- 9日
  - Windows XPのサポート期間終了。
  - 🇯🇵日銀は日本経済全体の需要と供給力の差を表す「需給ギャップ」が2014年1-3月期にマイナス0.1%となったし、マイナス幅が縮小し需要不足がほぼ解消したとの見方を示した[85]。2014年1-3月期は、リーマン・ショック前後の2008年7-9月期（プラス0.7%）以来の高い水準となった[85]。
  - トヨタ自動車が全世界で639万台のリコールを発表[86]。
- 11日 - 🇯🇵日銀が発表した2013年度の国内の企業物価指数は102.4となり、2012年度を1.9%上回り5年ぶりの上昇幅となった[87]。
- 14日
  - 🇯🇵日本の国債市場で、新発10年債の取引が終日成立せず。取引不成立は2000年12月26日以来のこと。
  -  ウクライナの中央銀行は公定歩合を3%引き上げ9.5%とした[88]。
- 15日
  - 🇺🇸アメリカ財務省は2月の🇷🇺ロシアの米国債保有高が2011年以来の低水準1262億ドルとなったと公表した[89]。
  - 🇮🇹イタリアの長期金利が1993年以来の低金利3.104％となった[90]。
  - 中国の中国人民銀行が発表した3月のマネーサプラM2伸び率は前年比12.1%となり、国家統計局のデータによると、2001年5月以来の低水準となった[91]。
- 23日 -  ポルトガルの長期金利が2006年以来の低金利3.62％となった[92]。
- 24日
  -  ニュージーランドの中央銀行は公定歩合を0.25%引き上げ3%とした[93]。
  - 🇯🇵リクルートワークス研究所が発表した2015年卒業予定の大学生・大学院生の求人動向調査によると、民間企業の求人数は前年比25.6%増の68万2500人となり、6年ぶりに増加した[94]。
- 25日
  - S&Pは キプロスの長期外貨建ておよび自国通貨建てソブリン格付けを「B-」から「B」に格上げした[95]。
  - 🇷🇺ロシアの中央銀行は政策金利(1週間物レポ金利)を0.5%引き上げ7.5%とした[96]。
  - 🇯🇵日本政府は ウクライナにおける民主化支援のための緊急無償資金協力(80億ユーロ)を決定した[97]。
  - S&Pは🇷🇺の長期外貨建てソブリン格付けを「BBB」から「BBB-」に格下げした[98]。
- 26日 - フィッチは🇪🇸スペインの長期外貨・現地通貨建て発行体デフォルト格付けを「BBB」から「BBB+」に格上げした[99]。
- 29日 -  ハンガリーの中央銀行は政策金利を0.1%引き下げ2.5%とした[100]。
- 30日
  - 🇺🇸ダウ工業株30種平均が過去最高の終値1万6580.84ドルとなった。
  - 国際通貨基金は ウクライナ向けに170億ドルの支援を承認した[101]。

### 5月
- 1日 - 中部電力の電気料金を平均3.77%の値上げ（4月18日に経済産業大臣から認可）[102]。
- 2日 - 🇪🇸スペインの長期金利が9年ぶりの低金利2.97％となった[103]。
- 6日 - ポンド/ドルが2009年8月以来のポンド高、1.6996ドルになった[104]。
- 7日
  - ドル/ウォンが2008年8月以来のウォン高、終値1022.50ウォンになった[105]。
  - NZドル/米ドルが2011年8月以来のNZドル高、0.8779米ドルになった[106]。
  - 🇯🇵帝国データバンクの調査によると、4月の景気動向指数は前月比4.2ポイント減の46.8となり、リーマンショックの影響が大きかった2008年12月（4.1ポイント減）を上回り、過去最大の落ち込みとなった[107]。
- 8日
  - ユーロ/ドルが2年半ぶりのユーロ高、1.3993ドルになった[108]。
  - S&Pは フィリピンの外貨建て長期債格付けを「BBB-」から「BBB」に格上げした[109]。
- 9日
  - ムーディーズは ポルトガルの格付けを「Ba3」から「Ba2」に引き上げた[110]。
  - 🇪🇸スペインの長期金利が1993年以来の低金利2.85％となった[111]。
  - 🇮🇹イタリアの長期金利が1993年以来の低金利2.89％となった[111][90]。
  - 🇺🇸ダウ工業株30種平均が過去最高の終値1万6583.34ドルとなった[112]。
  - 🇯🇵東京証券取引所に上場する企業の2013年3月期決算発表がピークを迎え、東証1部上場企業（金融を除く）の業績はアベノミクスによる円安株高などを追い風に、最終利益は前期の2.1倍に膨らんだ[113]。
- 13日
  - 🇺🇸ダウ工業株30種平均が過去最高の終値1万6715.44ドルとなった[114]。
  - ドル/ウォンが2008年8月以来のウォン高、終値1022.10ウォンになった[115]。
  - 欧州株(ストックス欧州600指数)が6年ぶりの高値、終値341.89となった[116]。
- 15日 - 🇮🇹イタリアの長期金利が1993年以来の低金利2.885％となった[117]。
- 16日 - ムーディーズは アイルランドの格付けを「Baa3」から「Baa1」に2段階引上げた。見通しは「安定的」[118]。
  - 🇯🇵厚生労働省・文部科学省によると、2014年に卒業した大学生の就職率（4月1日時点）が前年同期比0.5ポイント上昇の94.4%となり、2009年春（95.7%）以来、5年ぶりの高水準となった[119]。また、文科省によると、2014年に卒業の高校生の就職率（3月末時点）は0.8ポイント上昇の96.6%となり、1922年春（96.9%）以来、22年ぶりの高水準となった[119]。
- 21日
  - 🇷🇺ロシアと🇨🇳中国は4000億ドルのガス供給契約に調印した[120]。
  - 🇯🇵日本の福井地裁は大飯原発の運転差し止めを命じた[121]。
- 22日
  - 世界銀行は ウクライナに14億8000万ドルの金融支援を決定した[122]。
  -  トルコの中央銀行は政策金利を0.5%引き下げ9.5%とした[123]。
- 23日
  - S&Pはは🇪🇸スペインの信用格付けを「BBB-」から「BBB」に引上げた。見通しは「安定的」[124]。
  - フィッチは ギリシャの格付けを「B-」から「B」に引上げた。見通しは「安定的」[125]。
  - 世界貿易機関は🇨🇳中国の対🇺🇸アメリカ自動車輸入関税は違反と認定した[126]。
- 27日
  - 🇯🇵日本の2013年末の対外純資産が325兆円と発表された。23年連続世界1位。2位は🇨🇳中国の207兆円。3位は🇩🇪ドイツの192兆円[127]。
  -  ハンガリーの中央銀行は政策金利を0.1%引き下げ2.4%とした[128]。
- 28日 - 🇪🇸スペインの長期金利が1993年以来の低金利2.798％となった[129]。
- 29日 -  ベルギーの長期金利が過去最低の低金利1.849％となった[117]
- 30日
  - 🇺🇸ダウ工業株30種平均が過去最高の終値1万6717.17ドルとなった[130]。
  - ドル/ウォンが2008年8月以来のウォン高、終値1017.1ウォンになった[131]。
  - S&Pは ラトビアの信用格付けを「A-」に格上げした。見通しは「安定的」[132]。
  - 🇯🇵厚生労働省は、4月の有効求人倍率が前月より0.01ポイント上昇し、1.08倍となったと発表し、上昇は17か月連続で、バブル崩壊後の最高値を記録した2006年7月（1.08倍）に並んだ[133]。
  - 🇯🇵総務省は、4月の全国の消費者物価指数（2010年=100）を発表、コアCPIは前年同月より3.2%上昇となり103.0となり、消費税増税の影響で1991年2月以来、23年2カ月ぶりの高い上昇幅となった[134]。

### 6月
- 3日
  - 🇯🇵厚生労働省の2014年4月の毎月勤労統計調査（速報、事務所規模5人以上）によると、現金給与総額（1人平均）に物価変動の影響を加味した実質賃金指数は2013年4月比3.1%減と、2009年12月（同4.3%減）以来の大幅な下げ率となった[135]。
  - 日本経済団体連合会（日本経団連）は定時総会を開き、米倉弘昌会長が2期8年の任期満了で退任し、後任に榊原定征東レ会長を選出。
- 4日 - 🇯🇵日本の資源エネルギー庁はレギュラーガソリンの日本平均小売価格が5年9ヶ月ぶりの高値、1リットル166円になったと発表した[136]。
- 5日
  - 円/ウォンが2008年9月以来の円安、終値100円=995.41ウォンになった[137]。
  - 欧州中央銀行は政策金利（リファイナンス金利）を0.1%引き下げ1.5%とし、中銀預金金利を0.1%引き下げ-0.1%とした[138]。
- 6日
  - 🇺🇸ダウ工業株30種平均が過去最高の終値1万6924.28ドルとなった[139]。
  - 欧州の長期金利が過去最低となった[140]。
    - 🇫🇷フランスは1.656％となった。
    - 🇪🇸スペインは2.612%となった。
    - 🇮🇹イタリアは2.723%となった。

  -  メキシコは政策金利を0.5%引き下げ3%とした[141]。
- 10日
  - 欧州株(ストックス欧州600指数)が2008年1月以来の高値、終値349.71となった[142]。
  - ドル/ウォンが5年10ヶ月ぶりのウォン高、終値1016.2ウォンになった[143]。
  - 🇺🇸ダウ工業株30種平均が過去最高の終値1万6945.92ドルとなった[144]。
  - 欧州委員会は ウクライナに5億ユーロ融資することを明らかにした[145]。
- 11日 - 🇯🇵日本の資源エネルギー庁はレギュラーガソリンの日本平均小売価格が2008年9月29日以来の高値、1リットル166円60銭になったと発表した[146]。
- 12日 -  ニュージーランドの中央銀行は政策金利を0.25%引き上げ3.25%とした[147]。
- 14日 - S&Pは 南アフリカ共和国の信用格付けを「BBB」から「BBB-」に格下げした。見通しは「安定的」[148]。
- 17日 - S&Pは アルゼンチンの長期外貨建てソブリン信用格付けを「CCC+」から「CCC-」に2段階格下げした。見通しは「弱含み」[149]。
- 18日 - 🇯🇵日本の資源エネルギー庁はレギュラーガソリンの日本平均小売価格が5年9ヶ月ぶりの高値、1リットル167円になったと発表した[150]。
- 19日
  - ポンド/ドルが5年8ヶ月ぶりのポンド高、1.7062ドルになった[151]。
  - 🇨🇳中国の中央銀行がポンドと人民元の直接取引の開始を発表した[152]。
- 20日
  - 🇺🇸ダウ工業株30種平均が過去最高の終値1万6947.08ドルとなった[151]。
  - フィッチは ラトビアの長期外貨建て・自国通貨建て発行体デフォルト格付けを「BBB+」から「A-」に引上げた。見通しは「安定的」[153]。
- 24日 -  ハンガリーの中央銀行は政策金利を0.1%引き上げ、過去最低の2.3%とした[154]。
- 25日
  - 🇯🇵日本の資源エネルギー庁はレギュラーガソリンの日本平均小売価格が5年9ヶ月ぶりの高値、1リットル167円40銭になったと発表した[155]。
  - フィッチは リトアニアの信用格付けを「BBB+」から「A-」に引上げた。見通しは「安定的」[156]。
- 27日
  - ドル/ウォンが5年10ヶ月ぶりのウォン高、終値1013.4ウォンになった[157]。
  - NZドル/米ドルが3年ぶりのNZドル高、0.8795米ドルになった[158]。
  -  ウクライナ、 ジョージア、 モルドバの3か国は欧州連合との自由貿易協定に署名した[159]。
  - 🇯🇵日本の厚生労働省は5月の有効求人倍率(季節調整値)が21年11ヶ月ぶりの高水準、前月比0.01ポイント上昇の1.09倍となったと発表した[160]。1992年6月（1.10倍）以来21年11カ月ぶりの高さで、バブル崩壊後の最高水準となった[161]。正社員の有効求人倍率も前月比0.02ポイント増となり、2004年11月の公表開始以来、最も高い0.67倍となった[162]。
  - 🇯🇵総務省が発表した労働力調査によると、5月の全国の完全失業率は前月比0.1ポイント低下の3.5%となり、1997年12月以来16年5カ月ぶりの水準となった[161]。
  - 🇯🇵日本の総務省は家計調査の5月の消費水準指数が前年同月比で7.8%減少したと発表した。過去33年で2番目の落ち込み（1番は2011年3月の8.1%減少）[163][164]。
  - 🇯🇵総務省が公表した5月の全国消費者物価指数は、コアCPIが103.4と前年同月比で3.4%上昇し、1982年4月（同3.5%）以来の伸びとなった[165]。
- 30日
  - 🇯🇵日本経済団体連合会が大手上場企業109社の労使交渉の結果を公表、2014年度の月給は、前年度に比べて平均で7370円増加し、7000円を超えるのは16年ぶりとなった[166]。
  - 🇨🇳中国の今月末の外貨準備が過去最大の3兆9900億ドルとなった[167]。

### 7月
- 1日 - ポンド/ドルが6年ぶりのポンド高、1.7136ドルになった[168]。
  - ムーディーズは プエルトリコの格付けを「Ba2」から「B2」に3段階引上げた[169]。
  - 🇯🇵日銀が発表した6月の企業短期経済観測調査（短観）によると、企業の景況感を示す業況判断指数（DI）は大企業製造業でプラス12、非製造業もプラス19となり、1年半ぶりに悪化した[170][171]。
- 2日 - 🇯🇵日本の資源エネルギー庁はレギュラーガソリンの日本平均小売価格が5年9ヶ月ぶりの高値、1リットル168円40銭になったと発表した[172]。
- 3日
  - 🇺🇸ダウ工業株30種平均が過去最高の終値1万7068.26ドルとなった[173]。
  -  スウェーデンの中央銀行は政策金利を0.5%引き下げ、0.25%とした[174]。
  - ユーロ/スウェーデンクローナが3年半ぶりのユーロ高、9.39クローナになった[174]。
- 4日
  - ドル/ウォンが6年ぶりのウォン高、1008.36ウォンになった[175]。
- 🇯🇵日本の公的年金の積立金を運用する年金積立金管理運用独立行政法人（GPIF）は、2013年度の運用実績が10兆2207億円の黒字となったと発表し、黒字額は自主運用を始めた2001年度以降で2番目に多かった[176]。
- 8日 - NZドル/米ドルが3年ぶりのNZドル高、0.8806米ドルになった[177]。
- 9日
  - ベネッセコーポレーションがお客様情報が約760万件、最大で2000万件の情報が流失[178]（ベネッセ個人情報流出事件）。
  - 山水電気は🇯🇵東京地裁から破産手続き、負債は3.5億円[179]。
- 10日
  - 🇯🇵日本の短期国債の金利が-0.002％となった[180]。
  -  ドイツの長期金利が2013年5月以来の低金利1.17％となった[181]。
  -  マレーシアの中央銀行は政策金利を0.25%引き上げ3.25%とした[182]。
  - 🇯🇵日本の内閣府が発表した5月機械受注統計は、国内民需（船舶・電力を除くベース）が前月比19.5%減の6853億円となり、比較可能な2005年4月以来、過去最大の減少幅となった[183][184]。
- 11日
  - 🇯🇵日本の長期金利が2013年4月以来の低金利0.53％となった[185]。
  - S&Pは プエルトリコの一般財源債の格付けを「BB+」から「BB」に格下げした[186]。
  -  ポルトガルの最大銀行、バンコ・エスピリト・サントの株価が一時19％下落し、欧米株式市場も下落した[187]。
- 15日
  - ポンド/ドルが6年ぶりのポンド高、1.7192ドルになった[188]。
  -  ブラジル、🇷🇺ロシア、 インド、🇨🇳中国、 南アフリカ共和国は世界銀行と国際通貨基金の代替を目指す新開発銀行の設立に合意した[189]。
- 16日
  - 🇯🇵日本の資源エネルギー庁はレギュラーガソリンの日本平均小売価格が5年10ヶ月ぶりの高値、1リットル169円90銭になったと発表した[190]。
  - 🇺🇸ダウ工業株30種平均が過去最高の終値1万7138.20ドルとなった[191]。
- 17日
  - 🇯🇵日銀が発表した主要銀行貸出動向アンケート調査によると、4-6月の個人の資金需要判断指数（DI）がマイナス10と、2000年4月の調査開始以降で過去最大の落ち込み幅となり、2009年10-12月以来、約4年半ぶりの低水準となった[192]。住宅ローンDIはマイナス17となり、調査開始以来で最低となった[192]。
  -  トルコの中央銀行は政策金利を0.5%引き下げ8.25%とした[193]。
  -  南アフリカ共和国の中央銀行は政策金利を0.25%引き上げ5.75%とした[194]。
  -  オーストリアの長期金利が1990年以来の低金利1.414％となった[195]。
  -  ベルギーの長期金利が1990年以来の低金利1.576％となった[195]。
  - 🇩🇪ドイツの長期金利が1990年以来の低金利1.15％となった[196]。
- 18日 - 🇫🇷フランスの長期金利が1990年以来の低金利1.562％となった[196]。
- 21日 - 🇨🇳中国の中央銀行と スイスの中央銀行は1500億元規模で3年間の二国間通貨スワップ協定を締結したと発表した[197]。
- 22日 - 🇯🇵Wii Uで9種の交通系ICで決済可能になった。
- 23日 - ユーロ/ポンドが2012年8月以来のユーロ安、0.7883ポンドになった[198]。
- 25日
  - ムーディーズは ポルトガルの格付けを「Ba2」から「Ba1」に格下げした[199]。
  - 🇷🇺ロシアの中央銀行は政策金利を0.5%引き上げ8%とした[200]。
- 29日
  - 🇯🇵日本の厚生労働省は、6月の有効求人倍率（季節調整値）が1.10倍になったと発表し、1990年代前半のバブル崩壊以降、最高値を記録更新した[201]。また、正社員の有効求人倍率も2004年11月の公表開始以来、最高値の0.68倍となった[201]。
  - 🇩🇪ドイツの長期金利が過去最低の1.109％となった[202]。
  - 🇫🇷フランスの長期金利が過去最低の1.502％となった[202]。
- 30日
  - 🇯🇵日本の経済産業省が発表した6月の鉱工業生産指数（2010年=100、季節調整済み）速報値は96.7となり前月比で3.3%低下、低下幅は東日本大震災があった2011年3月（16.5%）以来の大きさとなった[203]。また4-6月期の四半期ベースの鉱工業生産指数は前期比3.7%低下の98.7となり、低下幅は2011年4-6月期以来（4.1%）の大きさとなった[203]。
  - 🇪🇸スペインの長期金利が過去最低の2.455％となった[204]。
  - 🇮🇹イタリアの長期金利が過去最低の2.63％となった[204]。
- 31日
  - 🇯🇵経団連が発表した大手企業の夏のボーナス（賞与・一時金）の妥結額状況（最終集計）によると、組合員平均で前年夏季比7.19%増の86万7731円となり、バブル期の1990年（8.36%）以来の高い伸びとなった[205]。
  -  アルゼンチンが、約12年ぶりに2度目の債務不履行に陥った[206]。
    - フィッチは発行体デフォルト格付けを「RD」(一部債務不履行)に格下げした[207]。
    - S&Pは格付けを「CC」から「SD」(選択的デフォルト)に格下げした[208]。

  -  フィリピンの中央銀行は政策金利を0.25%引き上げ3.75%とした[209]。

### 8月
- 1日
  - 国際スワップデリバティブ協会は アルゼンチンで信用事由が発生したと認定した[210]。
  - ムーディーズは ギリシャの国債の格付けを「Caa3」から「Caa1」に格下げした。見通しは「安定的」[211]。
- 4日
  -  ルーマニアの中央銀行は政策金利を0.25%引き下げ、過去最低の3.25%とした[212]。
- 7日 - 🇨🇳中国のレアアース輸出規制が世界貿易機関の協定違反であることが確定した[213]。
- 8日
  - 🇯🇵日本の長期金利が1年4カ月ぶりの低金利、0.505%となった[214]。
  - 🇩🇪ドイツの長期金利が1989年以来の低金利、1.023％となった[215]。
  -  フィンランドの長期金利が1989年以来の低金利、1.178％となった[215]。
  - 🇫🇷フランスの長期金利が1989年以来の低金利、1.441％となった[215]。
  - 🇺🇸アメリカの長期金利が2013年６月20日以来の低金利、2.35％となった[216]。
  - 🇨🇳中国と🇷🇺ロシアの中央銀行はルーブルと人民元の通貨スワップ協定案で合意したと報道された[217]。
  -  アルゼンチンはデフォルト問題に関する🇺🇸アメリカの裁判所の判決に不服なため、アメリカを相手取って国際司法裁判所に提訴した[218]。
- 13日 - 🇯🇵日本の4-6月期のGDPは前期比マイナス1.7%、年率換算マイナス6.8%となり、東日本大震災があった2011年1-3月期（前期比マイナス1.8%、年率換算マイナス6.9%）以来の大幅な落ち込みとなった[219]。前回の消費増税時の1997年4-6月期（前期比マイナス0.9%、年率換算マイナス3.5%）と比べ落ち込みは大きく、1-3月の年率6.1%から6.8%のマイナスに転じ、大きな反動減となった[219]。
- 14日 - 🇰🇷韓国の中央銀行は政策金利を0.25%引き下げ2.25%とした[220]。
- 15日
  - 🇯🇵日本の長期金利が1年4ヶ月ぶりの低金利、0.495％となった[221]。
  - 🇩🇪ドイツの長期金利が1989年以来の低金利、0.95％となった[222]。
  - 🇺🇸アメリカの長期金利が2013年6月以来の低金利、2.30％となった[222]。
  - 🇪🇸スペインの長期金利が過去最低の低金利、2.383％となった[223]。
  - 🇮🇹イタリアの長期金利が1993年以来の低金利、2.577％となった[223]。
  - フィッチは アイルランドの格付けを「BBB+」から「A-」に引上げた。見通しは「安定的」[224]。
- 18日 -  アイルランドの長期金利が過去最低の低金利、1.96％となった[225]。
- 19日
  -  アルゼンチンの大統領はデフォルト債と国内法準拠債との交換を提案した[226]。
  -  ウクライナの中央銀行は翌日物リファイナンス金利を2.5%引き下げ17.5%とし、翌日物預金金利を2.5%引き下げ7.5%とした[227]。
- 20日
  - 🇨🇳中国の国家発展改革委員会は🇯🇵日本の自動車部品メーカー12社の価格カルテルを結んで不当に価格をつり上げ独占禁止法違反で、約200億円の罰金[228]。
  - 🇮🇹イタリアの長期金利が過去最低の低金利、2.561％となった[229]。
- 21日
  - 🇪🇸スペインの長期金利が過去最低の低金利、2.371％となった[229]。
  - 🇺🇸アメリカ連邦地裁判事はアルゼンチンのデフォルト債と国内法準拠債との交換を違法との判断を示した[230]。
  - 🇨🇳中国と モンゴルは通貨スワップ協定の枠を150億元に拡大すると発表した[231]。
- 23日 - フィッチは ウクライナの格付けを「B-」から「CCC」に引下げた[232]。
- 25日 -  イスラエルの中央銀行は政策金利を0.25%引き下げ過去最低の0.25%とした[233]。
- 26日 - 日本電機工業会（JEMA）が発表した7月の白物家電の日本国内出荷額は前年同月比15.9%減の2261億円となり、落ち込み幅が15%を超えるのは2011年11月以来、2年8カ月ぶりとなった[234]。
- 27日
  - 🇪🇸スペインの長期金利が過去最低の低金利、2.087%となった[235]。
  - 🇮🇹イタリアの長期金利が過去最低の低金利、2.346％となった[235]。
- 28日
  - 🇯🇵日本の長期金利が1年4ヶ月ぶりの低金利、0.485%となった[236]。
  - 🇩🇪ドイツの長期金利が過去最低の低金利、0.867％となった[237]。
  - ユーロ/スイスフランが21ヶ月ぶりのユーロ安、1.2052スイスフランになった[238]。
- 29日 - 🇯🇵日本の総務省は7月の国内実質消費支出が前年同月比5.9%減少したと発表した[239]。

### 9月
- 1日 - 🇯🇵日本国内の8月の新車販売（登録車と軽自動車の合計）は前年同月比9.0%減の33万3471台となり、8月の新車販売台数は単月として2011年8月（32万9842台）以来の低い水準となった[240]。
- 2日 - 🇯🇵日銀は8月末の資金供給量が過去最高の243.5兆円となったと発表した[241]。
- 3日 - 🇺🇸アメリカのオートデータがまとめた8月の米自動車販売台数は、前年同月比5.5%増の158万6015台となり、8月としては2003年8月以来11年ぶりの高水準となった[242]。また、季節調整済みの年率換算では1753万台となり、2006年1月以来の高水準となった[242]。
- 4日
  - ユーロ/スイスフランが2011年11月以来のユーロ安、1.20450スイスフランになった[243]。
  - 欧州中央銀行は政策金利を0.1%引き下げ過去最低の0.05%とした[244]。
- 5日
  -  アイルランドの長期金利が過去最低の低金利、1.643%となった[245]。
  - 🇪🇸スペインの長期金利が過去最低の低金利、2.05％となった[245]。
  - 🇮🇹イタリアの長期金利が過去最低の低金利、2.26％となった[245]。
  - ドル/円が6年ぶりのドル高、105円71銭になった[246]。
- 8日
  - 🇯🇵内閣府が発表した日本の4-6月期の国内総生産（GDP）改定値は、物価変動を除いた実質で前期比1.8%減、年率換算で7.1%減となり、8月13日公表の速報値から下方修正した[247]。
  - 🇪🇸スペインの長期金利が過去最低の低金利、2.039％となった[248]。
- 11日
  -  フィリピンの中央銀行は政策金利(翌日物預金金利)を0.25%引き上げ4%とした[249]。
  - ブレント原油先物が２年ぶりの安値、96.72ドルになった[250]。
- 12日
  - 🇯🇵日本の厚生労働省は、2015年3月卒業予定の高校生の求人・求職状況（7月末時点）を発表、求人倍率は、全国平均で前年同期を0.35ポイント上回り1.28倍となり、2009年3月卒以来6年ぶりに1倍を超えた[251]。
  - ドル/円が2008年9月以来のドル高、107円39銭になった[252]。
  - S&Pは ギリシャの長期信用格付けを「B-」から「B」に格上げした[186]。
- 16日 - 🇯🇵不動産経済研究所が発表した日本のマンション市場動向調査によると、8月の首都圏の新規発売戸数は前年同月比49.1%減の2110戸と、2008年9月（53.3%減）以来、5年11カ月ぶりのマイナス幅となり、8月としては1974年（50.1%減）以来40年ぶりのマイナス幅となった[253]。
- 17日 - 🇨🇳中国の中央銀行と スリランカの中央銀行は2250億ルピー/100億元規模で3年間の二国間通貨スワップ協定を締結したと発表した[254]。
- 19日
  - 🇯🇵東京株式市場は、日経平均株価が1万6321円17銭と、リーマン・ショック前の2007年11月2日以来の水準となった[255]。
  - 🇺🇸ダウ工業株30種平均が過去最高の終値1万7279.74ドルとなった[256]。
  - ドル/円が6年ぶりのドル高、109円46銭になった[257]。
- 25日 - 🇯🇵東京株式市場は、日経平均株価の終値で1万6374円14銭と、2007年11月2日（1万6517円48銭）以来、約6年10カ月ぶりの高値となった[258]。
- 26日
  - ドル/円が6年ぶりのドル高、109円52銭になった[259]。
  - ユーロ/ドルが1年10ヶ月ぶりのユーロ安、1.2677ドルになった[260]。
- 29日
  - 🇨🇳上海総合指数が1年半ぶりの高値、終値2357.71になった[261]。
  - 🇯🇵日本の自動車大手8社は8月の国内販売が前年比10.0%減少したと発表した[262]。
- 30日 - 🇯🇵日本の総務省は8月の実質消費支出は前年比4.7%減と発表した[263]。

### 10月
- 1日 - ドル/円が2008年8月以来のドル高、110円09銭になった[264]。
- 2日 - 🇯🇵日銀は9月末の資金供給量が過去最高の252兆円となったと発表した[265]。
- 3日 - ユーロ/ドルが2012年8月以来のユーロ安、1.2501ドルになった[266]。
- 6日 - 🇯🇵日銀は フィリピンの中央銀行と通貨スワップ取極を締結し、フィリピンがフィリピン・ペソをドルに交換する場合、上限額が従前の60億ドルから120億ドルになると発表した[267][268]。
- 7日 - 🇩🇪ドイツの鉱工業生産が前月比で4%減と発表された[269]。
- 8日
  - 🇨🇳上海総合指数が1年7ヶ月ぶりの高値、終値2382.79になった[270]。
  -  ポーランドの中央銀行は政策金利を0.5%引き上げ2%とした[271]。
- 9日
  - ユーロ圏の以下の国の長期金利が過去最低となった[272]。
    - 🇩🇪ドイツは0.858％となった。
    -  オーストリアは1.062％となった。
    -  ベルギーは1.114％となった。
    - 🇪🇸スペインは2.03％となった。

  - 🇺🇸アメリカの長期金利が1年3ヶ月ぶりの低水準、2.28％となった[273]。
  - ブレント原油先物が2010年12月以来の安値、88.11ドルになった[274]。
  - S&Pは フィンランドの格付けを「AAA」から「AA+」に格下げした[275]。
- 13日 - 🇨🇳中国人民銀行と🇷🇺ロシア連邦中央銀行は期限3年で人民幣1500億元、8150億ルーブル（約240億米ドル）規模の通貨スワップ協定を締結した[276]。
- 14日 -  アイルランド政府は租税回避策「ダブルアイリッシュ」を終わらせる[277]。
- 15日
  - 🇩🇪ドイツの長期金利が過去最低の低金利、0.719％となった[278]。
  - 🇫🇷フランスの長期金利が過去最低の低金利、1.10％となった[279]。
  - 🇺🇸アメリカの長期金利が1年4ヶ月ぶりの低金利、1.87％となった[280]。
  - ブレント原油先物が2010年11月以来の安値、83.78ドルになった[281]。
  -  韓国の中央銀行は政策金利を0.25%引き上げ2%とした[282]。
- 10月16日 - 🇯🇵株式会社リクルートホールディングスが東京証券取引所市場第一部に上場[283]。
- 17日
  - 🇯🇵日本の長期金利が2013年4月以来の低金利、0.465％となった[284]。
  - ムーディーズは🇷🇺ロシアの信用格付けを「Baa1」から「Baa2」に格下げした。見通しは「弱含み」[285]。
- 24日 - 🇯🇵日本の長期金利が2013年4月以来の低金利、0.46％となった[286]。
- 26日 - 欧州銀行監督機構は資産査定と健全性審査(ストレステスト)の結果24の銀行が不合格と発表した[287]。
- 28日 -  スウェーデンの中央銀行は政策金利を0.25%引き下げ過去最低の0%とした[288]。
- 29日 -  ブラジルの中央銀行は政策金利を0.25%引き上げ11.25%とした[289]。
- 30日 - 🇨🇳上海総合指数が1年8ヶ月ぶりの高値、2391.9になった[290]。
- 31日
  - 🇯🇵日銀は追加緩和(マネタリーベース目標を従来の年60兆～70兆円から80兆円に、国債買い入れを年50兆円から80兆円に)を決定した[291]。
  - 🇯🇵日経平均株価が7年ぶりの高値、終値1万6413円76銭になった[292]。
  - ドル/円が7年ぶりのドル高、112円47銭になった[293]。
  - 🇯🇵日本の総務省は9月の全世帯消費支出が前年比で実質5.6%減と発表した。勤労世帯の実収入も前年比で実質6%減となった[294]。
  - 🇯🇵日本の長期金利が1年7ヶ月ぶりの低金利、0.435％となった[295]。
  - 🇷🇺ロシアの中央銀行は政策金利を1.5%引き上げ9.5%とした[296]。

### 11月
- 3日
  - 🇨🇳中国と カタールの中央銀行は350億元規模の通貨スワップ協定を締結した[297]。
  - フィッチは ベトナムの格付けを「B+」から「BB-」に引上げた[298]。
- 4日- ブレント原油先物が4年ぶりの安値、82.08ドルになった[299]。
- 5日
  - 🇯🇵厚生労働省が発表した9月の毎月勤労統計調査（速報）によると、2014年夏の1人当たりの賞与は前年比3.1%増の37万550円となり、1991年（6.3%）以来の伸び率となった[300]。
  - 🇯🇵日経平均株価が7年ぶりの高値、終値1万6937円32銭になった[301]。
  - 🇯🇵日銀は10月末の資金供給量が過去最高の259兆円となったと発表した[302]。
  -  ウクライナの首相は親ロシア派が掌握している地域にはあらゆる支払いを停止すると発表した[303]。
- 6日
  - ドル/円が7年ぶりのドル高、115円53銭になった[304]。
  - ムーディーズは 南アフリカ共和国の国債格付けを「Baa1」から「Baa2」に格下げした。見通しは「安定的」[305]。
  - 🇺🇸ダウ工業株30種平均が過去最高の終値1万7573.93ドルとなった[306]。
- 8日 - 🇨🇳中国の中央銀行と カナダは期限3年で2000億元規模の通貨スワップ協定を締結した[307]。
- 10日 - 🇨🇳中国と🇰🇷韓国は自由貿易協定で実質的に合意した。批准はされていない[308]。
- 12日
  - ブレント原油先物が4年ぶりの安値、79.88ドルになった[309]。
  -  アイルランドの長期金利が1991年以来の低金利1.577％となった[310]。
  - スイスフラン/ユーロが2年2ヶ月ぶりのユーロ安、1.2020スイスフランになった[311]。
  -  ウクライナの中央銀行は政策金利を1.5%引き上げ14%とした[312]。
  - 🇺🇸ダウ工業株30種平均が過去最高の終値1万7652.79ドルとなった[313]。
- 13日 - 経団連が発表した日本の大手企業の冬のボーナス（賞与・一時金）の妥結状況（第1回集計）は、76社の組合員平均で前年比5.78%増の89万3538円となり、バブル期の1989、1990年以来、2年連続で5%超の伸びを示した[314]。
- 14日
  - 🇯🇵日経平均株価が7年ぶりの高値、終値1万7490円83銭になった[315]。
  - ムーディーズは キプロス国債の格付けを「Caa3」から「B3」に引上げた[316]。
- 17日 - 🇯🇵日本の内閣府は7-9月期の実質国内総生産速報値が前期比年率で1.6％減と発表した[317]。
- 18日
  - 🇯🇵公正取引委員会は消防無線のデジタル化の談合を繰り返したとして、NECなど東証1部上場のメーカーに独占禁止法による立ち入り検査を実施[318]。
  - 🇯🇵日本の安倍晋三首相は2015年10月に予定されていた10%への消費税引上げを2017年4月に延期すると発表した[319]。
  -  インドネシアの中央銀行は政策金利(BIレート)を0.25%引き上げ7.75%とした[320]。
  - ドル/円が7年ぶりのドル高、118円71銭になった[321]。
  - ユーロ/円が6年ぶりのユーロ高、149円14銭になった[322]。
- 21日
  - 🇺🇸ダウ工業株30種平均が過去最高の終値1万7810.06ドルとなった[323]。
  - 🇨🇳中国の中央銀行は1年物貸出金利を0.4%引き下げ5.6%、1年物預金金利は0.25%引き下げ、2.75%とした。実施は22日[324]。
- 26日
  - 🇯🇵リクルートジョブズによると、日本の三大都市圏で10月に募集があったアルバイト・パートの平均時給が、2006年以降で最も高くなり961円となった[325]。
  - 豪ドル/米ドルが4年4ヶ月ぶりの豪ドル安、0.8514米ドルになった[326]。
  - 🇯🇵日本の長期金利が1年8ヶ月ぶりの低金利、0.43％となった[327]。
- 28日
  - ユーロ圏の長期金利が以下の国で過去最低となった[328][329]。
    - 🇩🇪ドイツは0.694％となった。
    - 🇫🇷フランスは0.98%となった。
    - 🇮🇹イタリアは2.024％となった。

  - 🇺🇸ダウ工業株30種平均が過去最高の1万7828.24ドルとなった[330]。
  - ブレント原油先物が4年ぶりの安値、71.12ドルになった[331]。
  - 🇯🇵日本の総務省は10月の全世帯消費支出が前年比で実質4.0%減と発表した。勤労世帯の実収入も前年比で実質2.1%減となった[332]。

### 12月
- 1日
  - ユーロ圏の長期金利が以下の国で過去最低となった[333][334]。
    - 🇩🇪ドイツは0.69％となった。
    -  オーストリアは0.826%となった。
    - 🇫🇷フランスは0.955%となった。
- 2日 - 🇯🇵日銀は11月末の資金供給量が過去最高の262兆円となったと発表した[335]。
- 4日 - ブレント原油先物が4年ぶりの安値、終値69.64ドルになった[336]。
- 5日
  - 🇯🇵日本の長期金利が0.420％となった[337]。
  - ユーロ圏の長期金利が以下の国で過去最低となった[338]。
    - 🇪🇸スペインは1.803％となった。
    - 🇮🇹イタリアは1.944％となった。
    -  ポルトガルは2.725％となった。

  - ドル/円が7年ぶりのドル高、121円68銭になった[339]。
  - ユーロ/ドルが2年4ヶ月ぶりのユーロ安、1.2271ドルになった[340]。
  - 🇺🇸ダウ工業株30種平均が過去最高の1万7947.56ドルとなった[341]。
  - 🇯🇵日経平均株価が7年4ヶ月ぶりの高値、終値1万7920円45銭になった[342]。
- 8日
  - 🇯🇵日本銀行が発表した11月の貸出・預金動向（速報）によると、全国の銀行の貸出平均残高は2013年同月比2.8%増の418兆6502億円となり、2009年5月（3.3%）以来5年半ぶりの高水準となった[343]。
  - ドル/円が7年ぶりのドル高、121円85銭になった[344]。
  - ユーロ/ドルが2年4ヶ月ぶりのユーロ安、1.2247ドルになった[345]。
  - 🇯🇵日本の内閣府は7-9月期の実質国内総生産が前年比で1.9%減と発表した[346]。
- 9日 - 🇯🇵東京商品取引所で原油先物が2年4ヶ月ぶりに5万円を割り、サーキットブレーカーが発動された[347]。
- 10日 - ブレント原油先物が5年ぶりの安値、終値64.24ドルになった[348]。
- 11日
  - 🇷🇺ロシアの中央銀行は政策金利(1週間物入札レポ金利)を1%引き上げ10.5%とした[349]。
  -  ノルウェーの中央銀行は政策金利を0.25%引き上げ1.25%とした[350]。
  - 🇯🇵日本の長期金利が1年8ヶ月ぶりの低金利、0.390％となった[351]。
- 12日
  -  ギリシャの長期金利が1年3ヶ月ぶりの高金利、9.43％となった[352]。
  - ユーロ/スイスフランが2年3ヶ月ぶりのユーロ安、1.20085フランになった[353]。
  - 🇯🇵文部科学省によると、2015年3月卒業予定の高校生の就職内定率は10月末時点で、71.1%となっており、同時期の内定率が70%を超えるのは1994年以来となった[354]。
- 16日
  - 🇷🇺ロシアの中央銀行は政策金利を6.5%引き上げ17%とした[349]。
  - 🇯🇵日本政府は日本・オーストラリア経済連携協定が2015年1月15日に発効すると発表した[355]。
- 17日
  - 🇯🇵日本の長期金利が2013年4月以来の低金利、0.345％となった[356]。
  - 🇩🇪ドイツの長期金利が過去最低の低金利、0.565％となった[357]。
- 18日 - 豪ドル/米ドルが4年半ぶりの豪ドル安、0.8107米ドルになった[358]。
- 19日
  - 🇪🇸スペインの長期金利が過去最低の低金利、1.694％となった[359]。
  - ブレント原油先物が5年半ぶりの安値、終値59.27ドルになった[360]。
  - ユーロ/ドルが2年4ヶ月ぶりのユーロ安、1.2221ドルになった[361]。
- 23日
  - ユーロ/ドルが2年半ぶりのユーロ安、1.2165ドルになった[362]。
  - 🇺🇸アメリカ商務省は第3四半期国内総生産(確報値)が前年比5.0%増と発表した[363]。
  - 🇪🇸スペインの長期金利が過去最低の低金利、1.644％となった[364]。
  - 🇮🇹イタリアの長期金利が過去最低の低金利、1.911％となった[364]。
- 24日 - 🇷🇺ロシアの中央銀行は国内大手企業に対し外貨建て融資の借り換えを支援すると発表した[365]。
- 25日 - 🇯🇵日本の資源エネルギー庁は2014年度にメタンハイドレートが746箇所見つかったと発表した[366]。
- 26日
  - 🇯🇵日本の長期金利が2013年4月の過去最低を更新した25日の記録(0.31%)を更新して、0.300％となった[367][368]。
  - 🇺🇸ダウ工業株30種平均が過去最高の1万8053.71ドルとなった[369]。
  - 🇯🇵日本の総務省は11月の全世帯消費支出が前年比で実質2.5%減と発表した。勤労世帯の実収入も前年比で実質3.9%減となった[370]。
- 29日 -  ギリシャの長期金利が2013年9月以来の高金利9.85％となった[371]。
- 30日
  - 🇮🇹イタリアの長期金利が過去最低の低金利1.879％となった[371]
  - 🇯🇵日銀は12月30日(年内最終営業日)の資金供給量が過去最高の276兆円となったと発表した[372]。